# Flex Seal
Flex Seal o (Flexicinta) es una marca estadounidense de productos de unión adhesiva fabricados por la empresa familiar Swift Response en Weston, Florida. Fundada en 2011,  la empresa emplea a 100 personas dirigidas por su promotor y director ejecutivo Phil Swift.

## Productos
La empresa fabrica una línea de productos de unión adhesiva que se basan en el concepto de caucho líquido. Ha lanzado productos como una alternativa a una pistola de calafateo, como una cinta impermeable  o como un adhesivo que lo arregla todo.

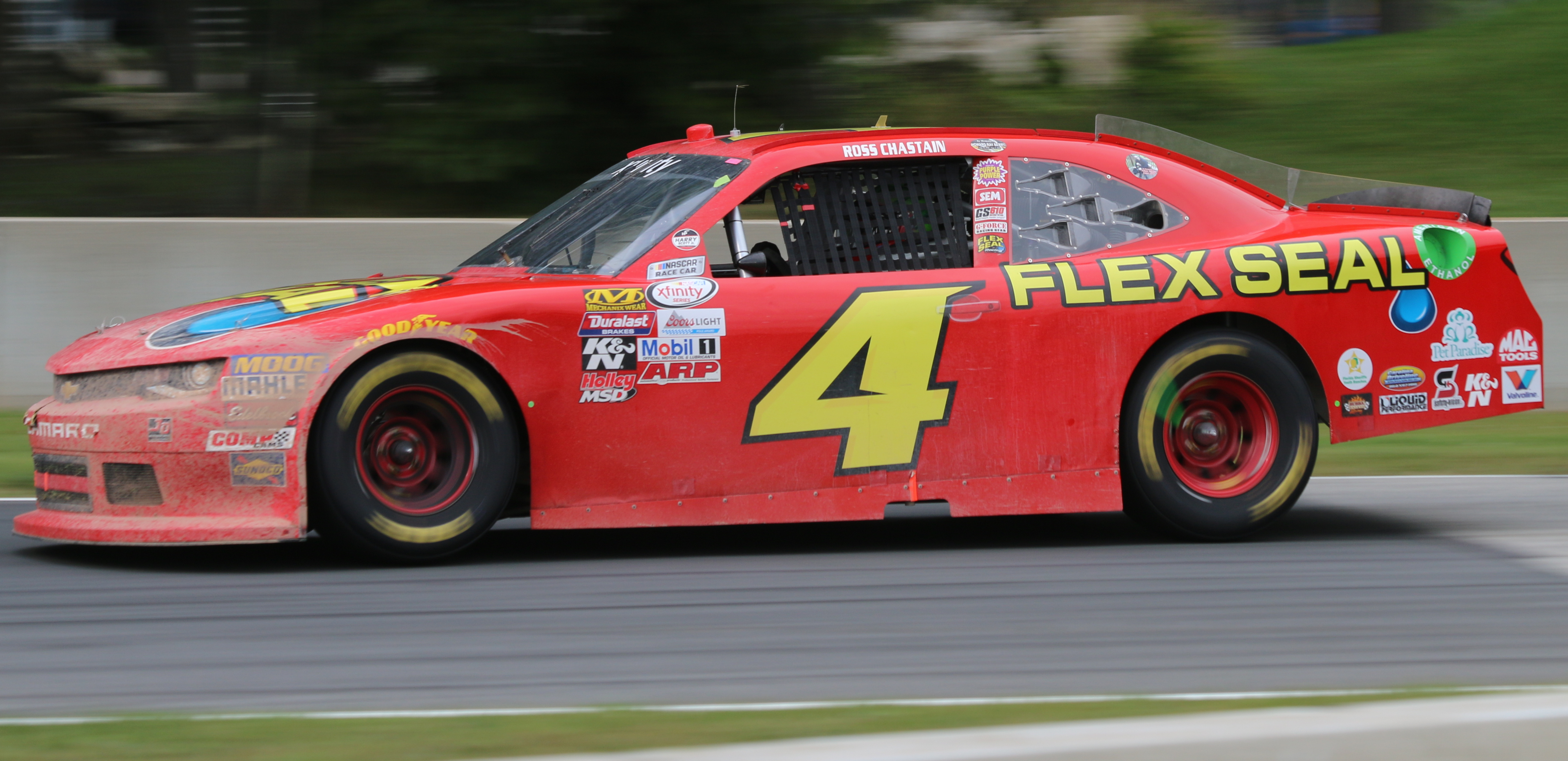
Ross Chastain conduciendo un automóvil de la serie Xfinity de NASCAR patrocinado por Flex Seal en Road America en 2017

Ha llamado la atención por su publicidad televisiva, que según Inside Edition tiene algunas afirmaciones implícitas exageradas sobre la vida útil del bono. Tras ellos se probó el producto y se descubrió que funcionaba tal como se anunciaba.
Desde 2013, la compañía ha patrocinado al equipo JD Motorsports de la Serie Xfinity de NASCAR, patrocinando a pilotos que incluyen a Ross Chastain, Landon Cassill y Jeffrey Earnhardt. Durante una carrera de 2017, se usó el producto para reparar daños por choque en el automóvil patrocinado por la compañía, que conducía Garrett Smithley.